# Elly Mayday
Ashley Shandrel Luther (Aylesbury, Saskatechewan; 15 de abril de 1988 - Vancouver, Columbia Británica; 1 de marzo de 2019), más conocida como Elly Mayday, fue una modelo canadiense.
A los 25 años, cuando aún estaba promocionándose como modelo, se le diagnosticó cáncer de ovario, teniendo que someterse a una histerectomía y quimioterapia. En lugar de abandonar su carrera, decidió continuar ofreciendo una imagen de luchadora y posó en varias ocasiones mostrando las cicatrices quirúrgicas y su cabeza calva a causa de los efectos secundarios de la quimioterapia.

## Primeros años
Pasó su infancia en una granja cerca de Aylesbury Vale, donde su familia cultivaba la tierra y criaba ganado. Su padre dirigía un restaurante en la zona. A los 13 años empezó a estudiar en un internado. Su madre era artista. 

## Carrera
En la universidad cursó Estudios de Género y Psicología, viviendo en esta etapa junto a su hermano en un piso alquilado en Vancouver. A los 23 años empezó a trabajar como azafata de vuelo para Sunwing Airlines; al mismo tiempo posaba como pin up por pasatiempo. Sus proporciones robustas encajaban en el ideal del modelado pin-up: ganó un concurso para un auto show local. Fue entonces cuando adoptó su nombre artístico, Elly Mayday, por inspiración del personaje de The Beverly Hillbillies Elly May Clampett. Fue el tema principal de un galardonado documental que narra su carrera de cáncer y modelaje llamada A Perfect 14, en referencia a su talla de ropa.
Los continuos intentos de modelado de Mayday tuvieron éxito y a principios de 2013 se convirtió en una modelo para Forever Yours, una compañía de lencería de Vancouver de todos los tamaños. Sus síntomas aumentaron en el verano de 2013 y a pesar de su regreso a los médicos decidieron que se negara a trabajar hasta que le se mejorara. Ella le diagnosticaron cáncer de ovario, específicamente carcinoma seroso de bajo grado en estadio III, una forma rara de cáncer que normalmente se observa en mujeres mayores tenía 25 años.
En julio de 2014, le dijeron que no tenía cáncer. Voló a Australia para liderar una campaña para el Australian Women's Weekly y fue una de las seis modelos presentadas en la campaña #ImNoAngel de la compañía de lencería de talla grande Lane Bryant en abril de 2015, mostrando mujeres con tipos de cuerpo atípicos. Sus cicatrices de cirugía sin retocar eran visibles en las fotografías. En junio de 2015, el cáncer de Mayday regresó y se sometió a una quinta cirugía para extirpar otro tumor. También publicó fotos de esta cirugía en Instagram, refiriéndose a sus cicatrices como "marcas de belleza" pero dejó de referirse a sí misma como libre de cáncer.
En 2018 escribió un artículo para la revista Flare sobre su histerectomía, que le impedía quedarse embarazada. Fue la primera de una serie de operaciones importantes. "Necesito cuidar de las jóvenes que me necesitan o necesitan esta voz. Esa es mi manera de ser padre por ahora", dijo a la CBC.

## Muerte
Mayday murió en Vancouver el 1 de marzo de 2019 a los 30 años. Su enfermedad había progresado, especialmente durante los últimos meses, y los médicos ya no pudieron ayudarla. Un amigo de la escuela secundaria que voló para verla dijo que había aceptado la muerte.